# 鎌田孝
鎌田 孝（かまだ たかし、1960年12月25日 - ）は北海道産酒BAR『かま田』オーナー、合同会社タックドゥープランニング　代表社員。
SSI日本酒サービス研究会＆酒匠研究会連合会理事、NPO法人FBO料飲専門家団体連合会役員、一般社団法人　友醸　顧問、SSI認定　日本酒学講師、ＳＳＩ認定酒匠（さかしょう）、SSI認定日本酒きき酒師、ＳＳＩ認定焼酎きき酒師、ANSA認定ワインソムリエ、BSA認定ビアアドバイザー、BSA認定スピリッツアドバイザー、札幌商工会議所認定北海道フードマイスター、北海道商工会議所北海道観光マスター、調理師、など多数の資格を有しテレビ、ラジオ、講演、セミナーなど幅広く「国酒（日本酒＆焼酎）」並びに北海道産酒の啓蒙に活動。
通称「親びん」の愛称で呼ばれることが多い。

## 来歴
血液型Ｂ型　既婚者。北海道滝川市出身。札幌市立札幌小学校、札幌市立札幌中学校、札幌光星学園、北海学園大学経済学部経営学科卒業。
1965年「サッポロビール」に勤めていた父と「北の誉酒造」に勤めていた母とが結婚しそして札幌市東区に酒屋が開業され、そこの長男として生まれる。 家業である酒屋のコンビニエンス店への転換を機に双子である弟、鎌田仁と共に家業継承。その後1989年より1991年渡英。留学を兼ね海外製品等のバイヤーとしてロンドンに在住。
帰国後1991年株式会社ロイヤルに就職。1993年ファミリーレストランロイヤルホストひばりが丘店店長を経て独立。 1993年札幌の歓楽街ススキノにて「日本酒」＆「カクテル」&「洋酒」のパブを経営。1999年店舗類焼によりすすきのでの営業を断念。1999年、双子の弟鎌田仁がオーナーを務める オフィス風雲児株式会社へ料理人として転職。 「北の居酒屋風雲児」 「しのろの居酒屋風雲児」の運営に参加。北の居酒屋風雲児は「日本酒・地焼酎・ビール・変り種飲料の殿堂」として北海道内メディア各方面で話題になる。
10年間在籍後2008年独立。個人事務所タックドゥープランニング設立。北海道産酒に関わるイベントの参加、企画、セミナー開催、講演などをこなし3年間過ごす。2011年道内でも珍しい北海道産酒だけに特化したオーセンティックバー「北海道産酒BARかま田」を開業。2012年「かま田別邸蝦夷風花」開業。2012年「第３回世界きき酒師コンクール」において史上初の日本酒部門、焼酎部門に於いてダブル準優勝の快挙を果たす。これは国酒（日本酒＆焼酎）世界一の称号に値すると受賞と酒類業界で話題になり業界新聞でも取り上げられる。
2015年3月スペインイビサ島販路拡大プロジェクトに参画。2015年10月イタリアミラノで開催された「ミラノ国際博覧会（EXPO Milano 2015）北海道の日」に於いて日本酒に関する講演、2016年イタリアトリノで開催されたスローフードの祭典「テッラ・マードレ・サローネ・デル・グスト」で講演、2016年10月オーストラリアメルボルンでの「日本酒の日」のイベントに招聘。同オーストラリアにてメルボルン初の「SSI認定日本酒ナビゲーター資格取得講習会」を開催。
2015年10月より株式会社イオン北海道の北海道産酒アドバイザリングを担当。現在も毎年全道各地で「道産酒の夕べ」と称し多数の道産酒イベントを継続的に企画運営している。
2012年より開始した日本酒復興活動「1000人プロジェクト」においては正しい日本酒の知識を持つ「SSI認定日本酒ナビゲーター」認定者を5年で1000人育成するという活動を始めすでに80000人を超える認定者を育成。2015年10月より2017年6月までHBCラジオ「親びん＆亜樹のEZOマリアージュ」のメインパーソナリティーを担当。北海道産酒の情報発信はもとより北海道で活躍する人や文化を発信している。

## 著書
- 『基礎からわかる北海道産日本酒&酒蔵入門』 株式会社ホスピタリティバンク (2015/5/4刊行)